# Fontana (Malta)
Fontana (oder Il-Fontana) ist ein Dorf im Zentrum der Insel Gozo der Republik Malta. Es leben dort 958 Einwohner (Stand 31. Dezember 2020).
Fontana ist ein Vorort von Victoria Rabat an der Straße von Rabat nach Xlendi. Die Einwohner nennen ihr Dorf Triq tal-Għajn (dt. Quellenstraße). Dieser Name rührt von einer Quelle (italienisch fontana) an der Straße nach Xlendi her, die als Il-Għajn il-Kbira (dt.: Große Quellen) bekannt ist. Im 16. Jahrhundert wurde eine Quellfassung mit Bogengängen als Waschplatz für die Bewohner errichtet.
Die Kirche des Ortes (Knisja Parrokjali tal-Qalb ta' Ġesu) wurde zwischen 1892 und 1904 errichtet. Sie ist dem Herzen Jesu geweiht, zu dessen Ehre auch das jährliche Dorffest um die dritte Juniwoche gefeiert wird.